# Atlantisk tid

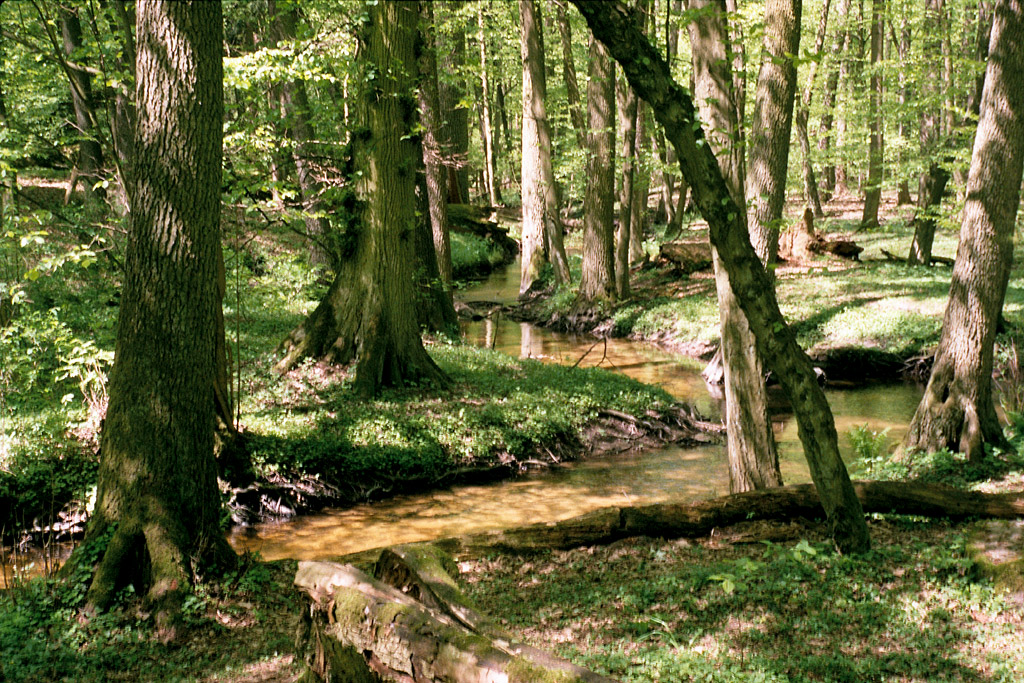
Ädellövskog

Atlantisk tid kallas en tidsålder av varmt och fuktigt klimat som inföll cirka 6 800–3 800 f.Kr., närmast efter den boreala tiden. Termen används regionalt i Europa och motsvarar delar av tidsåldern Northgrip, som ratificerats av den Internationella stratigrafiska kommissionen som den mellersta åldern/etagen av Holocen. 
Atlantisk tid utgör huvuddelen av den cirka sextusen år långa postglaciala värmetiden, och ett klimatoptimum inträffade ungefär vid mitten av den atlantiska tiden. Medeltemperaturen låg då 2–3 grader över dagens nivå, ett klimat som (för större delen av Sveriges del) kan liknas vid dagens södra England. Dock inträffade cirka 6 200 f.Kr. en plötslig temperatursänkning som varade ett par århundraden, innan klimatet återigen blev varmare. (Denna händelse kallas i engelskspråkig litteratur the 8.2 kiloyear event).
Under den atlantiska tiden utbredde sig ädellövskogen, kallas också för ekblandskogen. Alm, ek, lind och ask konkurrerade ut de tidigare tall-hasselskogarna i södra Sverige, och de ädla trädslagen spreds ända upp till Dalarna och Gästrikland. Längre norrut vann tall, hassel och al terräng på björkens bekostnad, här förekom även gran.
Ädellövskogen var ljus och örtrik om våren, men under den tiden träden var lövade så var skogen mörk och marken nästan vegetationslös. Ljusare gläntor fanns vid sjöar, våtmarker och i bergsterräng, och möjligen där betande djur förekom rikligt. Bilden av en blandskog ska inte tas alltför bokstavligt – de olika trädslagen var ej blandade med varandra utan var utbredda alltefter sina olika miljökrav, där ek och lind fanns på de torrare markerna, och alm och ask på de fuktigare. Att klimatet var fuktigt visar också den rikliga förekomsten av järnek och murgröna i pollendiagrammen. Andra växter som vi vanligtvis hittar i varmare klimat förekom också: mistel, idegran, och olvon.
Den tätnande skogen med mager undervegetation missgynnade djurarter som var beroende av öppna landskap. Uroxen som var vanlig under den föregående boreala tiden försvann helt från södra Sverige. Möjligen påverkades denna utveckling av människans allt effektivare jakt på detta byte. Även älgen minskade drastiskt. Däremot tycks vildsvin och kronhjort ha anpassat sig väl, och utgjorde favoritvillebråd för stenålderns grupper av jägare.
Mot slutet av perioden (ca 4 000 f.Kr.) inträffade en plötslig nedgång i pollendiagrammen av framförallt alm, men även av andra lövträd. Händelsen kallas almfallet och har av vissa forskare ansetts ha ett samband med människans begynnande lövtäkt i samband med jordbrukets och boskapsskötselns introduktion i Sydskandinavien. Andra forskare har istället anfört den s.k. almsjukan som förklaring, ev. också en temporär klimatförändring. Efter några århundraden in i den efterföljande subboreala tiden sker dock en viss återhämtning av de ädla trädslagen igen.
Den atlantiska tiden präglas av Littorinahavet, inledningen av dagens bräckta innanhav Östersjön. Under den föregående tidens Ancylussjön hade de danska bälten liksom Öresund öppnats upp. Till att börja med var saltvatteninträngningen från Kattegatt måttlig, resulterande i en brackvattenfas som ibland kallas Mastogloiahavet. Senare, i takt med världshavens nivåhöjning ökade inträngningen, och Littorinahavet blev då saltare, vid Stockholmstrakten upp till tre gånger så hög salthalt som dagens nivå. Till detta saltare skede, det egentliga Littorinahavet (ca 5 500 f.Kr.), bidrog att Nordsjön och Engelska Kanalen från att ha varit torrlagda nu hade översvämmats och fördjupats. Detta ändrade strömningsförhållandena runt Danmark.
Djurlivet var rikt i detta innanhav. På stenåldersboplatser märks exempelvis ben av grönlandssäl och tumlare.

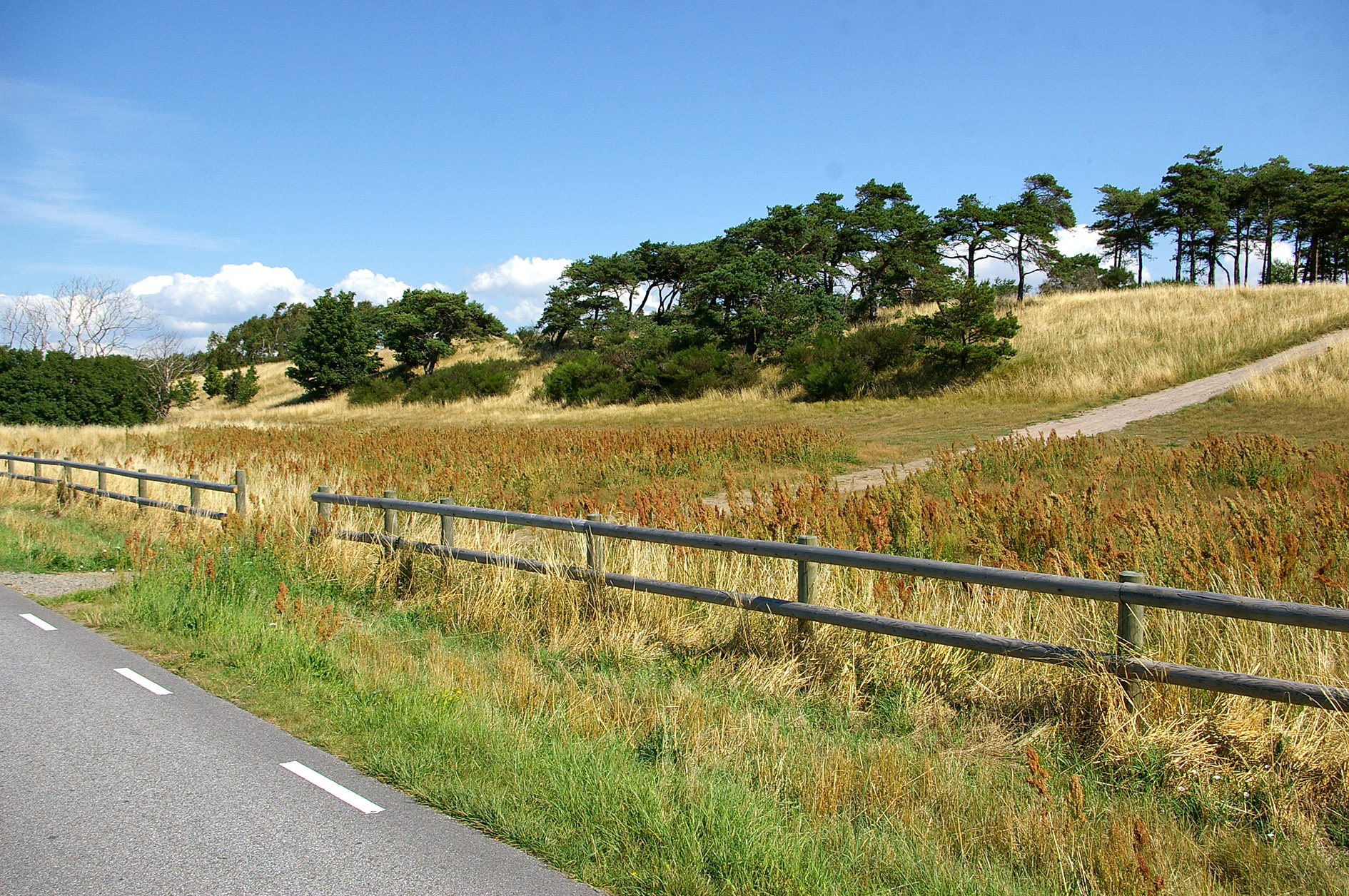
Ett exempel på Littorinavallen (Järavallen i Skåne)

Landhöjningen var betydande i norra Sverige, men avtagande söderut. Under hela den atlantiska tiden ökade samtidigt världshavens nivå, men i en hastighet som i genomsnitt var lägre än landhöjningen, varför alltmer av Sveriges kuster frilades. Speciellt i östra Svealand och utefter norrlandskusten var strandförskjutningen, regressionen betydande och kartbilden förändrades för varje århundrade. Under några perioder var dock havsnivåhöjningen snabbare än landhöjningen (utom i Norrland). Detta ledde till ett antal transgressioner i samtliga kustområden söder om Gävletrakten. Denna s.k. Littorinatransgression (egentligen fyra separata transgressioner) innebar att stränder översvämmades och strandvallar utbildades. Den högsta av dessa strandvallar kallas ofta för Littorinavallen och är i Stockholmstrakten synlig på 53 meters höjd, på norra Gotland 27 meter, och i Skåne 3–5 meter över dagens havsyta. Motsvarande strandnivå/transgression på Västkusten kallas Tapesgränsen resp. Tapestransgressionen.
Inom arkeologin är den atlantiska tiden den senare delen av mesolitikum, jägarstenåldern. Hela Skandinavien var sannolikt befolkat redan vid inledningen av perioden. Inte minst i Norrland har man på senare år funnit många boplatser från atlantisk tid, ofta utefter vattendrag och sjöar (som till exempel Garaselet i Västerbotten från 6000-talet f.Kr.) men också utefter den dåvarande kusten och i fjällregionen. Fyndmaterialet pekar på en invandring söderifrån och från sydväst, men kontakter kan inte uteslutas med populationer vid norska Ishavskusten. I södra Sverige och i Danmark representeras den atlantiska tiden av Kongemosekulturen och senare, från cirka 5 500 f.Kr., av Erteböllekulturen. Vid västkusten förekom en annan redskapstradition med de karakteristiska lihultyxorna, ibland kallas denna kultur Lihultkulturen, som även hade en fortsättning in i Norge under beteckningen Nöstvetkulturen.
I Nordnorge har den redan under boreal tid uppträdande Komsakulturen en kontinuitet långt fram i tiden. I Finland betecknas den tidiga atlantiska tidens redskapstradition som Suomusjärvikulturen. Senare, från cirka 5 200 f.Kr. har man här fynd av tidig kamkeramik.
Mot slutet av perioden uppträder de första spåren av sädesodling och boskapsskötsel i södra Sverige. Detta markerar övergången till neolitikum, den yngre stenåldern (”bondestenåldern”). Samtidigt uppträder i Norrland ett mer självständigt redskapsinventarium med utsökt formade föremål i skiffer, ofta benämnt skifferkulturen.
Atlantisk tid utgör en del av den postglaciala tiden, Holocen. Närmast efter den atlantiska tiden följer Subboreal tid.
| Kvartär de senaste 2,58 miljoner åren | Kvartär de senaste 2,58 miljoner åren | Kvartär de senaste 2,58 miljoner åren | Kvartär de senaste 2,58 miljoner åren |
| Period (System)                       | Epok (Serie)                          | Ålder (Etage)                         | Miljoner år sedan                     |
| ------------------------------------- | ------------------------------------- | ------------------------------------- | ------------------------------------- |
| Kvartär                               | Holocen                               | Meghalaya                             | 0,004–0,000                           |
| Kvartär                               | Holocen                               | Northgrip                             | 0,008–0,004                           |
| Kvartär                               | Holocen                               | Greenland                             | 0,012–0,008                           |
| Kvartär                               | Pleistocen                            | Övre                                  | 0,129–0,012                           |
| Kvartär                               | Pleistocen                            | Chiba                                 | 0,774–0,129                           |
| Kvartär                               | Pleistocen                            | Calabria                              | 1,80–0,774                            |
| Kvartär                               | Pleistocen                            | Gela                                  | 2,58–1,80                             |
| Neogen                                | Pliocen                               | Piacenza                              | tidigare                              |

| Kvartär Klimatskeden i Norra Europa | Kvartär Klimatskeden i Norra Europa   | Kvartär Klimatskeden i Norra Europa |
| Glacial / Interglacial              | Stadial / Kron Syreisotopstadium, MIS | Tusental år sedan                   |
| ----------------------------------- | ------------------------------------- | ----------------------------------- |
| Flandern (Holocen) värmetid MIS 1   | Subatlantisk tid                      | 2,6–0,0                             |
| Flandern (Holocen) värmetid MIS 1   | Subboreal tid                         | 5,8–2,6                             |
| Flandern (Holocen) värmetid MIS 1   | Atlantisk tid                         | 9,0–5,8                             |
| Flandern (Holocen) värmetid MIS 1   | Boreal tid                            | 9,9–9,0                             |
| Flandern (Holocen) värmetid MIS 1   | Preboreal tid                         | 11,7–9,9                            |
| Weichsel istid                      | Yngre dryas                           | 13–11,7                             |
| Weichsel istid                      | Alleröd                               | 14–13                               |
| Weichsel istid                      | Äldre dryas                           | 14                                  |
| Weichsel istid                      | Bölling                               | 15–14                               |
| Weichsel istid                      | Äldsta dryas                          | 16–15                               |
| Weichsel istid                      | Weichsels huvudfas MIS 2              | 24–16                               |
| Weichsel istid                      | Mellersta Weichsel MIS 4–3            | 70–24                               |
| Weichsel istid                      | Odderade - MIS 5a                     | 80–70                               |
| Weichsel istid                      | Rederstall - MIS 5b                   | 90–80                               |
| Weichsel istid                      | Brörup - MIS 5c                       | 100–90                              |
| Weichsel istid                      | Herning - MIS 5d                      | 115–100                             |
| Eem                                 | Eem - MIS 5e                          | 126–115                             |
| Saale istid                         | Warthe - MIS 6 Drenthe - MIS 6        | 200–126                             |
| Saale istid                         | Dömnitz - MIS 7                       | 240–200                             |
| Saale istid                         | Fuhne - MIS 8                         | 300–240                             |
| Holstein                            | MIS 9                                 | 320–300                             |
| Elster                              | MIS 10                                | 380–320                             |
| Cromer                              | MIS 21–11                             | 860–380                             |
| Bavel                               | MIS 63–22                             | 1800–860                            |
| Menap                               | MIS 63–22                             | 1800–860                            |
| Waal                                | MIS 63–22                             | 1800–860                            |
| Eburon                              | MIS 63–22                             | 1800–860                            |
| Tegelen                             | MIS 103–64                            | 2600–1800                           |
| Pretegelen                          | MIS 103–64                            | 2600–1800                           |